# Die toten Augen

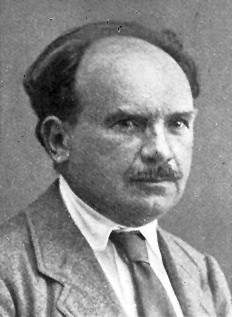
Eugen d'Albert

Die toten Augen (De döda ögonen) är en tysk opera i en akt med prolog och epilog med musik av Eugen d'Albert, och libretto av Hanns Heinz Ewers och Marc Henry efter Henrys pjäs Les yeux mort (1897).

## Historia
d'Albert var hela livet starkt påverkad av såväl Richard Wagners musik som verismen. År 1912 hade hans musik fått fler influenser genom Richard Strauss och Claude Debussy. I jämförelse med d'Alberts mästerverk Tiefland har Die toten Augen berikats med mer sensuella melodier och kromatisk harmoni genom en rikare och mer förfinad orkesterhantering. Operan hade premiär den 5 mars 1916 på Semperoper i Dresden under musikalisk ledning av Fritz Reiner. Svensk premiär den 27 september 1920 på Kungliga Operan i Stockholm under namnet Myrtokle.

## Personer
- Arcesius, romersk sändebud till Jerusalem (baryton)
- Myrtocle, hans blinda hustru (sopran)
- Aurelius Galba, en roman kapten (tenor)
- Arsinoe, Myrtocles slav (mezzosopran)
- Ktesiphar, en egyptisk läkare (tenor)
- Jesus (Worte Christi) (tenor) (off-stage)
- Maria Magdalena (kontraalt)
- Herden (tenor)
- Herdepojken (soprano)
- Skördemannen (baryton)
- Rebecca, en judisk kvinna (sopran)
- Ruth, en judiska kvinna (sopran)
- Esther, en judisk kvinna (sopran)
- Sarah, en judisk kvinna(sopran)
- En sjuk kvinna (sopran)
- Arcesius manliga och kvinnliga slavar, skördearbetare (kör)

## Handling
Det romerska sändebudet i Jerusalem, Arcesius, fann en gång den blinda Myrtocle på stranden nära Korint och blev så betagen av hennes skönhet att han gifte sig med henne. Hon älskar honom innerligt och hoppas att den undergörande Messias som alla talar om kan bota henne så att hon får se sin man. På palmsöndagen förs hon till Jesus som ger henne synen tillbaka, men han spår att hon skall förbanna honom innan dagen är till ända. Då Arcesius hör talas om undret gömmer han sig för att hans hustru inte skall se hur ful han är. I stället möter hon hans vän Galba, som är hemligt förälskad i henne, och i tron att han är hennes man kysser hon honom lidelsefullt. Arcesius blir ifrån sig av svartsjuka, rusar fram ur sitt gömställe och dödar Galba. Myrtocle får en chock då hon ser hans motbjudande yttre. Arcesius flyr. Hennes slavinna avslöjar att det var hennes man och hon förbannar Jesus och låter blända sig. Inför Arcesius låtsas hon som om hon inte har sett honom så att hon kan leva vidare i sina illusioner.